# Clasificación para el Campeonato de Naciones de la Concacaf de 1967
La Clasificación para el Campeonato de Naciones de la Concacaf de 1967 fue el torneo que determinó a los clasificados a la Campeonato de Naciones de la Concacaf de 1967 a realizarse en Honduras.

## Participantes
| Equipos participantes | Equipos participantes | Equipos participantes |
| --------------------- | --------------------- | --------------------- |
| Antillas Neerlandesas | Cuba                  | Guatemala             |
| Haití                 | Jamaica               | Nicaragua             |
| Panamá                | Trinidad y Tobago     |                       |

## Zona del Caribe
Jugado en Jamaica.
| Equipo                | Pts. | PJ | PG | PE | PP | GF | GC | Dif |
| --------------------- | ---- | -- | -- | -- | -- | -- | -- | --- |
| Haití                 | 7    | 4  | 3  | 1  | 0  | 7  | 3  | 4   |
| Trinidad y Tobago     | 5    | 4  | 2  | 1  | 1  | 7  | 7  | 0   |
| Jamaica               | 4    | 4  | 1  | 2  | 1  | 4  | 4  | 0   |
| Cuba                  | 2    | 4  | 0  | 2  | 2  | 5  | 7  | -2  |
| Antillas Neerlandesas | 2    | 4  | 0  | 2  | 2  | 4  | 6  | -2  |

| 11 de enero de 1967 | Jamaica    | 1:1 (1:0) | Antillas Neerlandesas | Estadio Nacional, Kingston     |                                |
|                     | Oxford 14' |           | Dirksz 55'            | Asistencia: 8 500 espectadores | Asistencia: 8 500 espectadores |

| 12 de enero de 1967 | Cuba         | 1:1 (1:1) | Haití                | Estadio Nacional, Kingston  |                             |
|                     | Verdecia 30' |           | Saint-Vil 40' (pen.) | Árbitro(s): Jossy M. Martis | Árbitro(s): Jossy M. Martis |

| 13 de enero de 1967 | Trinidad y Tobago         | 2:1 (0:0) | Antillas Neerlandesas | Estadio Nacional, Kingston |  |
|                     | Small 75' · Archibald 76' |           | Perez 87' (pen.)      |                            |  |

| 14 de enero de 1967 | Jamaica           | 2:1 (2:0) | Cuba           | Estadio Nacional, Kingston |  |
|                     | A. Welch 20', 32' |           | Dos Santos 76' |                            |  |

| 16 de enero de 1967 | Trinidad y Tobago                  | 2:4 (1:1) | Haití                               | Estadio Nacional, Kingston  |                             |
|                     | Corneal 37' (pen.) · Archibald 64' |           | Pierre 2', 75' · Saint-Vil 52', 53' | Árbitro(s): Ralph Bardowell | Árbitro(s): Ralph Bardowell |

| 17 de enero de 1967 | Cuba                     | 2:2 (1:1) | Antillas Neerlandesas | Estadio Nacional, Kingston                             |                                                        |
|                     | Hernández 44' · Mico 75' |           | Dirksz 4' · Perez 72' | Asistencia: 1 000 espectadores Árbitro(s): Guy Dumesle | Asistencia: 1 000 espectadores Árbitro(s): Guy Dumesle |

| 18 de enero de 1967 | Jamaica      | 1:1 (0:0) | Trinidad y Tobago | Estadio Nacional, Kingston      |                                 |
|                     | E. Welch 85' |           | Archibald 47'     | Asistencia: 17 000 espectadores | Asistencia: 17 000 espectadores |

| 19 de enero de 1967 | Haití        | 1:0 (0:0) | Antillas Neerlandesas | Estadio Nacional, Kingston  |                             |
|                     | Métellus 87' |           |                       | Árbitro(s): Ralph Bardowell | Árbitro(s): Ralph Bardowell |

| 20 de enero de 1967 | Cuba          | 1:2 (1:2) | Trinidad y Tobago          | Estadio Nacional, Kingston |                         |
|                     | Hernández 13' |           | Archibald 11' · DeLeon 15' | Árbitro(s): Guy Dumesle    | Árbitro(s): Guy Dumesle |

| 21 de enero de 1967 | Jamaica | 0:1 (0:0) | Haití         | Estadio Nacional, Kingston                              |                                                         |
|                     |         |           | Saint-Vil 88' | Asistencia: 23 000 espectadores Árbitro(s): Leo Jardine | Asistencia: 23 000 espectadores Árbitro(s): Leo Jardine |

## Zona de Centroamérica
La zona contó con la participación de El Salvador y Costa Rica; sin embargo, ambos seleccionados se retiraron por desacuerdos con la federación guatemalteca (organizadora del torneo) por discrepancias con las cantidades económicas a distribuir. Debido a las pérdidas económicas que causaron, la federación guatemalteca protestó y la Concacaf sancionó a las federaciones de Costa Rica y El Salvador con una multa y un año de suspensión.
| Equipo      | Pts.          | PJ            | PG            | PE            | PP            | GF            | GC            | Dif           |
| ----------- | ------------- | ------------- | ------------- | ------------- | ------------- | ------------- | ------------- | ------------- |
| Guatemala   | 4             | 2             | 2             | 0             | 0             | 6             | 2             | 4             |
| Nicaragua   | 2             | 2             | 1             | 0             | 1             | 4             | 4             | 0             |
| Panamá      | 0             | 2             | 0             | 0             | 2             | 2             | 6             | -4            |
| Costa Rica  | Descalificado | Descalificado | Descalificado | Descalificado | Descalificado | Descalificado | Descalificado | Descalificado |
| El Salvador | Descalificado | Descalificado | Descalificado | Descalificado | Descalificado | Descalificado | Descalificado | Descalificado |

| 9 de febrero de 1967 | Nicaragua                     | 3:1 (1:0) | Panamá     | Estadio Mateo Flores, Ciudad de Guatemala |                        |
|                      | Barrios 10' · Cuadra 71', 81' |           | Romero 80' | Árbitro(s): Juan Dimas                    | Árbitro(s): Juan Dimas |

| 12 de febrero de 1967 | Guatemala                                  | 3:1 (2:1) | Panamá    | Estadio Mateo Flores, Ciudad de Guatemala |                           |
|                       | E. de León 2' · R. de León 5' · Roldán 85' |           | Romero 7' | Árbitro(s): Felipe Buergo                 | Árbitro(s): Felipe Buergo |

| 14 de febrero de 1967 | Guatemala                          | 3:1 (3:1) | Nicaragua        | Estadio Mateo Flores, Ciudad de Guatemala |                           |
|                       | Mendoza 24' (a.g.) · Peña 27', 42' |           | Ochoa 44' (a.g.) | Árbitro(s): Felipe Buergo                 | Árbitro(s): Felipe Buergo |

## Calificados para elCampeonato de Naciones de la Concacaf de 1967
| Bandera de Haití | Bandera de Trinidad y Tobago | Bandera de Guatemala | Bandera de Nicaragua |
| Haití            | Trinidad y Tobago            | Guatemala            | Nicaragua            |